# Otrantska vrata
Otrántska vráta ali Otrántski prelív (italijansko Stretto di Ótranto ali Canale d'Ótranto) je morski preliv, ki povezuje Jadransko morje z Jonskim. Na najožjem delu, med rtom Otranto na italijanski strani ter polotokom Kepi i Gjuhëzës na albanski je širok okrog 60 km.